# Deadlands
Deadlands ist ein Pen-&-Paper-Rollenspiel, das im Wilden Westen angesiedelt und durch Untote, Dämonen und andere Bösewichte ergänzt ist. Konzipiert wurde es von Shane Lacy Hensley, erstmals publiziert 1996 beim Verlag Pinnacle Entertainment Group.

## Regelsysteme
Deadlands arbeitete ursprünglich mit zahlreichen unterschiedlichen Spielwürfeln sowie mit einem Poker-Set Spielkarten. Später wurde der Hintergrund als Deadlands d20 auf das d20-System und als GURPS Deadlands auf GURPS angepasst. Pinnacle veröffentlichte Deadlands: Reloaded 2006 unter seinem Savage-Worlds-System.

## Spielwelten
Die Deadlands-Welt setzt sich aus mehreren Zeitabschnitten zusammen:
- Deadlands – The Weird West
- Deadlands – Hell on Earth
- Deadlands – Lost Colony

Am weitesten verbreitet ist wohl das System Deadlands – The Weird West. Es handelt sich dabei um ein Wild-West-Szenario, welches um das Jahr 1876 während des amerikanischen Bürgerkrieges (die Geschichte hat in der Spielwelt von Deadlands eine leicht andere Wendung genommen) angesiedelt ist. Elemente des Horrors, Steampunk und eine düstere Atmosphäre prägen dabei das Spielerlebnis. Die Spielwelt ähnelt damit am ehesten dem Szenario des Films Wild Wild West.
Dagegen sollte man sich das Szenario von Deadlands – Hell on Earth eher als eine an Mad Max angelehnte Spielwelt vorstellen – eine Welt nach dem Atomkrieg, wie sie in dem Film The Day After geschildert wird. Allerdings beinhaltet dieses Rollenspielsystem auch viele Elemente des Übernatürlichen, was für viele Pen-&-Paper-Rollenspiele charakteristisch ist. Hell on Earth knüpft an die Spielwelt von Deadlands – The Weird West an. Das System liegt zeitlich gesehen im Jahr 2094 in Nordamerika. Aufgrund des spielbestimmenden Elementes des Überlebens in einer postnuklearen, lebensfeindlichen Welt definiert sich diese Spielwelt als postapokalyptisches Endzeitszenario.
Deadlands – Lost Colony spielt, wie auch schon Deadlands – Hell on Earth um das Jahr 2094. Von der Erde abstammende Menschen sind die Protagonisten der Geschichte. Allerdings auf einem fremden Planeten, wodurch der Aspekt der Science Fiction in die Welt von Deadlands eingebracht wird.
Insgesamt ist dieses Rollenspielsystem hauptsächlich im englischsprachigen Raum verbreitet. Einige Regelbücher/Erweiterungen, von denen mehrere Dutzend erschienen sind, wurden ins Deutsche übersetzt und im Spielzeit-Verlag veröffentlicht. Seit August 2009 wird Deadlands in Deutschland in Kooperation von Spielzeit und dem Uhrwerk-Verlag produziert.

## Reloaded
Im Frühjahr 2006 erschien bei Pinnacle Entertainment Group mit Deadlands: Reloaded eine neue Version von Deadlands. Die neuen Versionen der beiden anderen Linien Hell on Earth: Reloaded und Lost Colony: Reloaded sind angekündigt aber noch nicht erschienen.
Reloaded aktualisiert den Meta-Plot der einzelnen Settings (DL:R startet zum Beispiel im Jahr 1879) und modifiziert das Regelsystem auf Savage Worlds. Entgegen den bisherigen Savage-Worlds-Settings wird DL:R keine komplette Kampagne beinhalten, sondern lediglich die Welt darstellen. Es gilt somit als erstes „Open Setting“ von Savage Worlds. Eine Plot-Point-Kampagne, wie sie in anderen Savage-Worlds-Settings üblich ist (zum Beispiel 50Fathoms oder Tour of Darkness) soll folgen. Zu welchem Termin ist derzeit noch nicht bekannt.